# Macato
Macato es un municipio filipino de cuarta clase, perteneciente a la provincia de Aclán, en las Bisayas Occidentales.

## Toponimia
El lugar puede aparecer referido con las grafías «Macato» y «Makato».

## Historia
Hacia mediados del siglo XIX, el lugar, por entonces perteneciente a la provincia de Cápiz, tenía contabilizada una población de 2127 habitantes, repartidos en 667 casas. Aparece descrito en el segundo volumen del Diccionario geográfico, estadístico, histórico de las Islas Filipinas (1851) de Manuel Buzeta Núñez y Felipe Bravo con las siguientes palabras:

MACATO: pueblo con cura y gobernardorcillo, en la isla de Panay, prov. de Capiz, dióc. de Cebú; sit. en los 126° 16' 50" long., 11° 35' lat., en terreno llano y á la orilla de un r. Tiene unas 667 casas de particulares, la de comunidad donde se halla la cárcel, y la parroquial que es de buena fábrica. El mejor edificio del pueblo es la igl. parr. que se halla servida por un cura secular. Confina el term. por N. con el de Tangalín á 1 ½ leg.; por S. con los montes que separan esta prov. de la de Antique; por N. O. con Ibajay, y por S. E. no están marcados sus confines. El terreno es montuoso, riegan sus sementeras algunos r. que corren por el térm. fertilizando sus tierras, y haciéndolas productivas en arroz, maiz, ajonjoli, pimienta, algodon, caña dulce, algun tabaco, legumbres y frutas; el primer artículo es el principal de todos. La ind. se reduce á la agricultura y á la fabricacion de algunas telas. pobl. 2,127 alm. y en 1845 pagaba 1,194 trib., que hacen 11,940 rs. plata, equivalentes á 29,850 rs. vn.
(Buzeta y Bravo, 1851, p. 193)

En 2020, tenía censados 29 717 habitantes.